# بطولة أوروبا للألعاب المائية 1974
بطولة أوروبا للألعاب المائية 1974 هو الموسم الـ 13 من بطولة أوروبا للألعاب المائية، عقد في الفترة 18–25 أغسطس من 1974، وجرت المنافسات في مدينة فيينا، النمسا، ونظمت من قبل الاتحاد الأوروبي للسباحة.

## النتائج
| م        | الذهبية         | الفضية          | البرونزية       |
| -------- | --------------- | --------------- | --------------- |
| الفائزين | ألمانيا الشرقية | ألمانيا الغربية | المملكة المتحدة |